# Cladonia lopezii
Cladonia lopezii är en lavart som beskrevs av S. Stenroos. Cladonia lopezii ingår i släktet Cladonia och familjen Cladoniaceae.   Inga underarter finns listade i Catalogue of Life.